# امانتن
امانتن (به لاتین: Amanten) یک منطقهٔ مسکونی در غنا است که در استان برونگ-آهافو واقع شده‌است.